# Плероневра хвойна
Плероневра хвойна (Pleroneura coniferarum) — вид комах з родини Crabronidae.

## Морфологічні ознаки
Крила майже безбарвні. Черевце самиці чорне. Довжина тіла — 5–7 мм.режим збереження популяцій та заходи з охорони Ґрунтовно вивчити особливості біології виду, з'ясувати місця, де існують популяції, та взяти їх під охорону; обмежити вирубування ялицевих лісів.

## Поширення
Ареал охоплює Західну та Центральну Європу, Північну Африку. 
В Україні знайдена в Карпатах.

## Особливості біології
Фітофаг. Дає 1 генерацію на рік. Личинки розвиваються поодинці в молодих пагонах і бруньках ялиці.

## Загрози та охорона
Відомостей немає.